# Virginio Rosetta
Virginio Rosetta (ur. 25 lutego 1902 w Vercelli, zm. 31 marca 1975 w Turynie) – włoski piłkarz i trener piłkarski.
Rosetta urodził się w miejscowości Vercelli (Piemont). Swoją karierę rozpoczął w klubie Pro Vercelli (sezon 1919/1920), gdzie grał na pozycji napastnika. Później jego rola na boisku się zmieniła – grał jako obrońca.
Pro Vercelli było jedną z najsilniejszych włoskich drużyn tamtego okresu. Rosetta grając tam zdobył dwukrotnie Scudetto (w sezonach 1919/1920 i 1920/1921).
W kadrze narodowej Włoch zadebiutował na olimpiadzie w 1920.
W 1923 Rosetta przeniósł się do Juventusu, gdzie po raz pierwszy płacono mu za grę. Pierwszy tytuł mistrzowski z Juventusem zdobył w roku 1926. W sumie z drużyną "Starej Damy" zdobył 5 mistrzostw Włoch.
Łącznie zdobył 8 tytułów mistrzowskich. Jedynie dwóm innym piłkarzom (Giovanni Ferrari i Giuseppe Furino) udała się ta sztuka. Gdyby nie afera Calciopoli, Ciro Ferrara, także miałby na koncie 8 zdobytych mistrzostw.
W reprezentacji Azzurrich rozegrał 52 spotkania. Wygrał także mistrzostwa świata w 1934, które odbyły się we Włoszech.
Zmarł w Turynie w roku 1975.